# Nikodémusz Károly
Nikodémusz Károly (Hajdúszoboszló, 1887. január 18. – Érmihályfalva, 1978. március 9.) magyar evangélikus lelkész, író, szerkesztő.

## Életútja
Középiskoláit Hajdúböszörményben végezte, a pozsonyi Evangélikus Teológián szerzett lelkészi diplomát (1910). Hosszúfaluban lelkipásztor (1911-27), azután Brassóban lelkész, esperes. Az Evangélikus Néplap (1921-23) fő-, ill. társszerkesztője, az Evangélikus Élet szerkesztőbizottságának elnöke (1937-38), a Csángó naptár (1923-28) társszerkesztője. Az Erdélyi Irodalmi Társaság (EIT) tagja; 1946-ban a Brassói Petőfi Sándor Irodalmi Kör előadója. Idős korában elvállalta a nagykárolyi kis evangélikus gyülekezet lelkipásztori teendőit, s folytatta irodalmi tevékenységét.
Nyomtatásban első versei a Pásztortűzben jelentek meg (1920), a folyóirat kiadásában kerültek a közönség elé első novellái is. Judás Iskarioth c. ötfelvonásos verses drámája dicséretet nyert a kolozsvári Magyar Színház 1923. évi drámapályázatán, s a darabot be is mutatta a színház (1928). A Hírnök s a budapesti Napkelet munkatársa volt. Egyfelvonásos színdarabokkal is jelentkezett (A gépkocsi, Menekülés). Egyháztörténeti és vallásos munkák szerzője.

## Kötetei
- A brassói evangélikus egyházmegye megalakulásának története (Kolozsvár, 1927);
- Jó asszony volt a kománé (elbeszélések, Pásztortűz Könyvtár 17. Kolozsvár, 1928);
- Hit, remény, szeretet (Konfirmációi kis káté. Brassó, 1929).